# گرگ ابوت
گرگ ابوت (به انگلیسی: Greg Abbott؛ زادهٔ ۱۳ نوامبر ۱۹۵۷) سیاست‌مدار و وکیل اهل ایالات متحده آمریکا است که هم‌اکنون فرماندار تگزاس است. او پیشتر دادستان کل تگزاس بود. ابوت با پیروزی در انتخابات نوامبر ۲۰۱۴ به عنوان فرماندار تگزاس برگزیده شد.
در سال ۱۹۸۴، هنگامی که ابوت از یک طوفان فرار می‌کرد، با افتادن یک درخت بلوط روی او پاراپلژی شد و هم‌اکنون از صندلی چرخدار برای حمل و نقل استفاده می‌کند.